# Drinametos
Drinametos (en grec antic Δρυναίμετος, en llatí Drynaemetum) era una ciutat de Galàcia.
Estrabó diu que era el lloc on es reunia el consell dels dotze tetrarques, que formaven 300 homes. El nom era almenys en part d'origen gal, però la ciutat ja existia quan els gals van arribar.